# ゴットフリート・ミュンツェンベルク
ゴットフリート・ミュンツェンベルク（Gottfried Munzenberg、1940年3月17日 - 2024年1月2日）は、ドイツの物理学者である。

## 来歴
ユストゥス・リービッヒ大学ギーセン及びインスブルック大学で物理学を学び、1971年にユストゥス・リービッヒ大学ギーセンで博士号を取得した。1976年にペーター・アルムブルスターの率いる重イオン研究所の核化学部門に移り、「重イオン反応生成物分離機」SHIP建造では主導的な役割を果たした。また、常温重イオン融合の発見、及びボーリウム、ハッシウム、マイトネリウム、ダームスタチウム、レントゲニウム及びコペルニシウムの発見の原動力となった。1984年には、フラグメントセパレーターに関する重イオン研究所の新しいプロジェクトの責任者となり、このプロジェクトは、相対論的重イオンと物質との相互作用、不安定核ビームの生成と分離、不安定核の構造等の新しい研究トピックを開拓した。その後、重イオン研究所の「核構造と核化学部門」の責任者となり、また2005年3月に引退するまで、ヨハネス・グーテンベルク大学マインツの物理学教授を務めた。
彼は、プロテスタントの牧師の家系 （父ハインツ牧師と母ヘレン・ミュンツェンベルク）に生まれ、生涯を通じて、物理学の持つ哲学的及び神学的意味について深い関心を持ってきた。
数々の受賞の中には、1983年にシグルド・ホフマンとともにユストゥス・リービッヒ大学ギーセンから授与されたレントゲン賞や1996年にフランクフルト・アム・マイン市から授与されたオットー・ハーン賞がある。
2024年1月2日にグライフスヴァルトで死去。